# Little Jimmy Dickens
James Cecil Dickens, meglio noto come Little Jimmy Dickens (Bolt, 19 dicembre 1920 – Nashville, 2 gennaio 2015), è stato un cantante statunitense di musica country.
Era famoso per le sue innovative canzoni umoristiche, la piccola statura (era alto 150 cm) e i suoi sgargianti abiti tempestati di strass. Iniziò la sua carriera artistica come membro del Grand Ole Opry (al momento del decesso, ne era rimasto l'ultimo esponente ancora in vita) nel 1948; nel 1983, a coronamento del suo successo, entrò nella Country Music Hall of Fame.
Il 25 dicembre 2014 venne ricoverato in ospedale per un colpo apoplettico; morì di arresto cardiaco il 2 gennaio 2015  all'età di 94 anni lasciando la moglie Mona Dickens, che aveva sposato nel 1971, e le figlie Pamela Detert e Lisa King.